# Pink (chanteuse)
Pour les articles homonymes, voir Pink et Moore.
Alecia Moore, dite Pink (P!nk), née le 8 septembre 1979 à Doylestown, en Pennsylvanie, est une chanteuse et actrice américaine. En 2014, elle compte plus de 60 millions d'albums et 75 millions de singles vendus, ainsi que trois Grammy Awards.
Elle se fait connaître en 2000 avec la sortie de son premier album studio Can't Take Me Home. En 2001, elle reprend avec Christina Aguilera, Lil' Kim et Mýa la chanson Lady Marmalade pour la bande originale du film Moulin rouge. La chanson permet de faire connaitre la chanteuse à un plus grand public. Elle sort très vite son deuxième album studio Missundaztood avec entre autres les singles Get the Party Started et Family Portrait. Troisième album studio de Pink, Try This (2003), lui a valu le Grammy Award de la meilleure performance vocale de rock féminin pour le single Trouble. Elle est revenue au sommet des palmarès des disques avec ses quatrième et cinquième albums studio, I'm Not Dead (2006) et Funhouse (2008). Le sixième album studio de Pink, The Truth About Love (2012), est son premier album à faire ses débuts au sommet du Billboard 200chart et a engendré son quatrième single numéro un, Just Give Me a Reason. En 2014, Pink enregistre un album collaboratif, rose ave., avec le musicien canadien Dallas Green dans un duo de musique folk nommé You+Me. Son septième album studio, Beautiful Trauma (2017), est devenu le troisième album le plus vendu de l'année et a connu le succès de son single What About Us. Elle sort son huitième album studio, Hurts 2B Human en 2019. Quatre ans plus tard, le 17 février 2023, elle sort son neuvième album studio, intitulé TRUSTFALL.
P!NK reçoit une étoile sur le Hollywood Walk of Fame le 5 février 2019.

## Biographie

### Enfance et débuts
Alecia Beth Moore est la fille de James Moore, vétéran de la guerre du Viêtnam d'origine allemande et irlandaise, et de Judy Kugel, infirmière, d'origine juive allemande et lituanienne. Elle grandit dans une ville des alentours de Philadelphie, avec son grand frère Jason, né le 8 novembre 1977. À l'âge de treize ans, elle s'intéresse à la musique ainsi qu'à la danse. Elle intègre le groupe de hip-hop School of Thoughts en tant que choriste et commence alors à écrire ses propres chansons.
Motivée et sûre d'elle, Alecia est aidée par un DJ qui accepte de la produire sur scène où elle peut se donner à fond en solo. Elle débute la chanson à l'âge de seize ans avec des chanteurs de rap locaux. Un soir, elle se fait remarquer par un chasseur de têtes de chez MCA Records qui lui fait passer une audition pour intégrer le groupe Basic Instinct, qui sera cependant rapidement dissous. Plus tard, elle rejoint un autre groupe de R&B, Choice, alors en contrat avec LaFace Records. Le groupe se sépare deux ans plus tard.

### Can't Take Me HomeetM!ssundaztood(2000-2001)

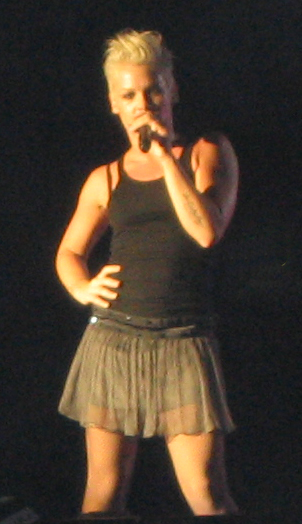
P!nk en concert à Fribourg,octobre 2006.

L.A. Reid, qui signe « P!nk » comme artiste solo, la garde dans le studio et réalise son premier album. L'album possède des sonorités orientées R'n'B. Les albums suivants sont davantage marqués par des inspirations pop, rock, et parfois punk. Can't Take Me Home est sorti en avril 2000. Elle rentre dans le top 10 américain avec son titre There You Go. Suivent ensuite Most Girls, qui se classe au top 5, et You Make Me Sick (bande originale du film Save the Last Dance) qui a, lui aussi, droit au top 10. L'album est un succès et se vend à plus de 2 millions d'exemplaires en un an rien qu'aux États-Unis et 5 millions dans le monde. Dans la chanson Private Show, on entend l'air de la musique Die Mensch Maschine de Kraftwerk[réf. nécessaire].
En 2001, elle participe à la bande originale du film Moulin Rouge aux côtés de Mýa, Christina Aguilera, et Lil' Kim avec une reprise de Lady Marmalade. La chanson est classée première des palmarès américains, devenant ainsi la première chanson de Pink à accomplir cet exploit. Elle n'aura pas la chance de reproduire cet exploit jusqu'à son 5e album, Funhouse.
Dans M!ssundaztood, son deuxième album, les chansons ont été coécrites et coproduites par Linda Perry, l'ancienne membre du groupe 4 Non Blondes.
L'album contient le single Get the Party Started qui se classe au 4e rang du Billboard Hot 100, soit le même score que Most Girls et devient le plus gros succès commercial de la carrière de P!nk. Suivent ensuite Don't Let Me Get Me et Just Like a Pill qui se classent tous deux au top 10 à la 8e position. Family Portrait rencontre également un grand succès. Cet album marque la consécration de la carrière musicale de P!nk, avec plus de 7 millions d'exemplaires vendus aux États-Unis et plus de 12 millions dans le monde.

### Try this(2003-2005)
Après avoir conquis un public beaucoup plus large avec M!ssundaztood, Pink sort son 3e album Try this, à la fin de 2003. Les singles issus de cet album sont les suivants : Trouble, God Is a DJ, puis Last to Know. Pour cet album, elle collabore avec Tim Armstrong et Travis Barker respectivement de Rancid et Blink-182.
En 2003, elle participe à la bande originale de Charlie's Angels : Les Anges se déchaînent ! avec la chanson Feel Good Time, et fait une apparition dans le film. Cependant, les chansons tirées de l'album ne sont pas des succès à travers le monde et l'album est un échec comparé aux ventes de son prédécesseur. Aux États-Unis, il s'approche du statut de disque de platine, en se vendant à 800 000 exemplaires, mais aucune des chansons ne rentre dans le top 10. Trouble lui permet néanmoins de remporter le Grammy Awards de la « Meilleure performance vocale rock féminine » en 2004. Try This compte environ cinq millions d'exemplaires vendus dans le monde[réf. nécessaire].

### I'm Not DeadetFunhouse(2006-2008)

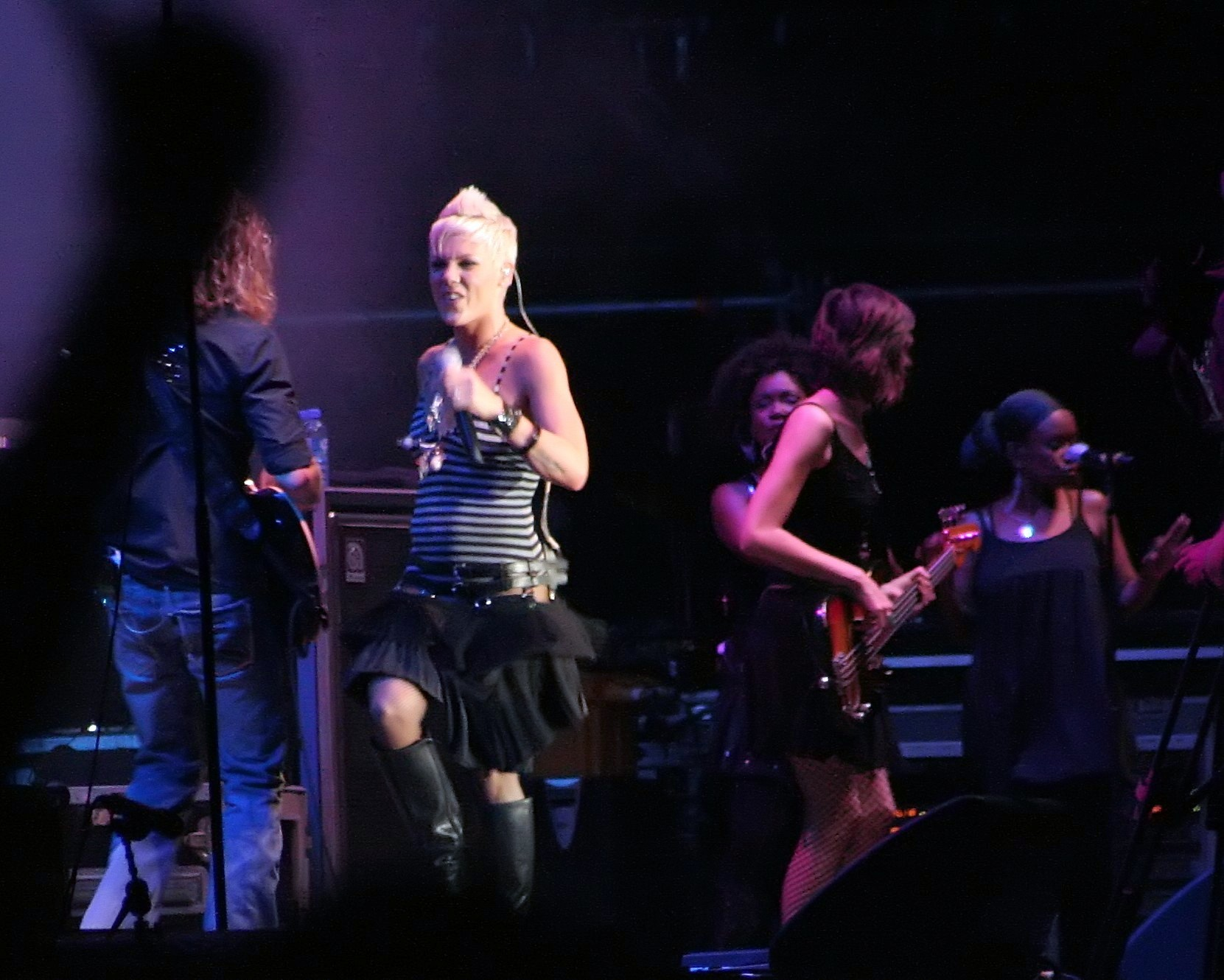
Concert lors de la tournée d'été I'm Not Dead 2007.

I'm Not Dead, un album pop-rock qui se concentre sur les dérives américaines et celles de son président ; elle souligne le manque de réflexion de celui-ci dans la chanson Dear Mr. President. Sa personnalité indépendante et engagée ressort dans cet album. Elle livre également deux chansons intimistes, avec Conversations With My 13 Year Old Self et I Have Seen The Rain, écrite et composée par son père et chantée en duo avec ce dernier. Les quatre singles sortis en France issus de I'm Not Dead sont Stupid Girls, Who Knew, U + Ur Hand, et Nobody Knows. Bien que l'album ne soit pas un succès de l'envergure de son album de 2001, I'm Not Dead commence au 6e rang des ventes aux États-Unis au Billboard. Le succès de Stupid Girls y est pour beaucoup, car la chanson se classe au 13e rang du Billboard Hot 100. Mais c'est le succès suivant, U + Ur Hand qui ramène P!nk sur les devants de la scène. Son premier top 10 en plusieurs années puisque la chanson se classe au 9e rang du Billboard Hot 100. L'album atteint 1 million d'exemplaires en un an et se maintient dans les bonnes places de ventes américaines. Le troisième single Who Knew se classe lui aussi au 9e rang des charts, gardant l'album dans le top 50 des ventes pendant plus d'un an.
Elle se distingue par des chansons aux paroles parfois engagées et en rupture avec le rêve américain ou l'iconographie dominante, notamment dans sa chanson Stupid Girls. Elle aborde également les thèmes de la souffrance amoureuse, de son enfance houleuse ou de choses plus « légères » comme la fête et l'alcool. I'm Not Dead se vend à 6 500 000 d'exemplaires, se classant ainsi à la 10e place des albums les plus vendus dans le monde en 2006 et à la 23e en 2007. En 2006, I'm Not Dead lui permet de revenir sur le devant de la scène. Le succès des singles extraits de son album démontre la vitalité et le ressort de cette artiste, chanteuse à texte qui exprime ses émotions, ce qu'elle prouve encore une fois avec un nouvel opus en 2008, Funhouse.
Funhouse, le cinquième album studio de Pink est sorti le 27 octobre 2008 en France, et le 28 aux États-Unis. Le premier single extrait de l'album qui s'intitule So What est publié courant août sur tous les sites de ventes légaux. Cette chanson aborde la fin de son mariage avec Carey Hart (finalement ils ne divorceront pas), et ce dernier apparaît dans le clip. Le clip a été réalisé par Dave Meyers qui a collaboré à plusieurs reprises avec P!nk, dont les clips de Stupid Girls et U + Ur Hand. Le titre atteint la première place du sommet du Billboard Hot 100. Les singles suivants de l'album sont Sober, Please Don't Leave Me, Funhouse et I Don't Believe You. Funhouse s'est vendu durant l'année 2008 à 2 500 000 copies dans le monde, soit la 9e meilleure vente mondiale en 2008. Au 5 juin 2009, l'album s'est vendu à plus de 4 557 000 copies dans le monde.
À ce jour[Quand ?], celui-ci s'est écoulé à plus de 5 600 000 exemplaires.

### Greatest Hits... So Far!!!et maternité (2010-2011)

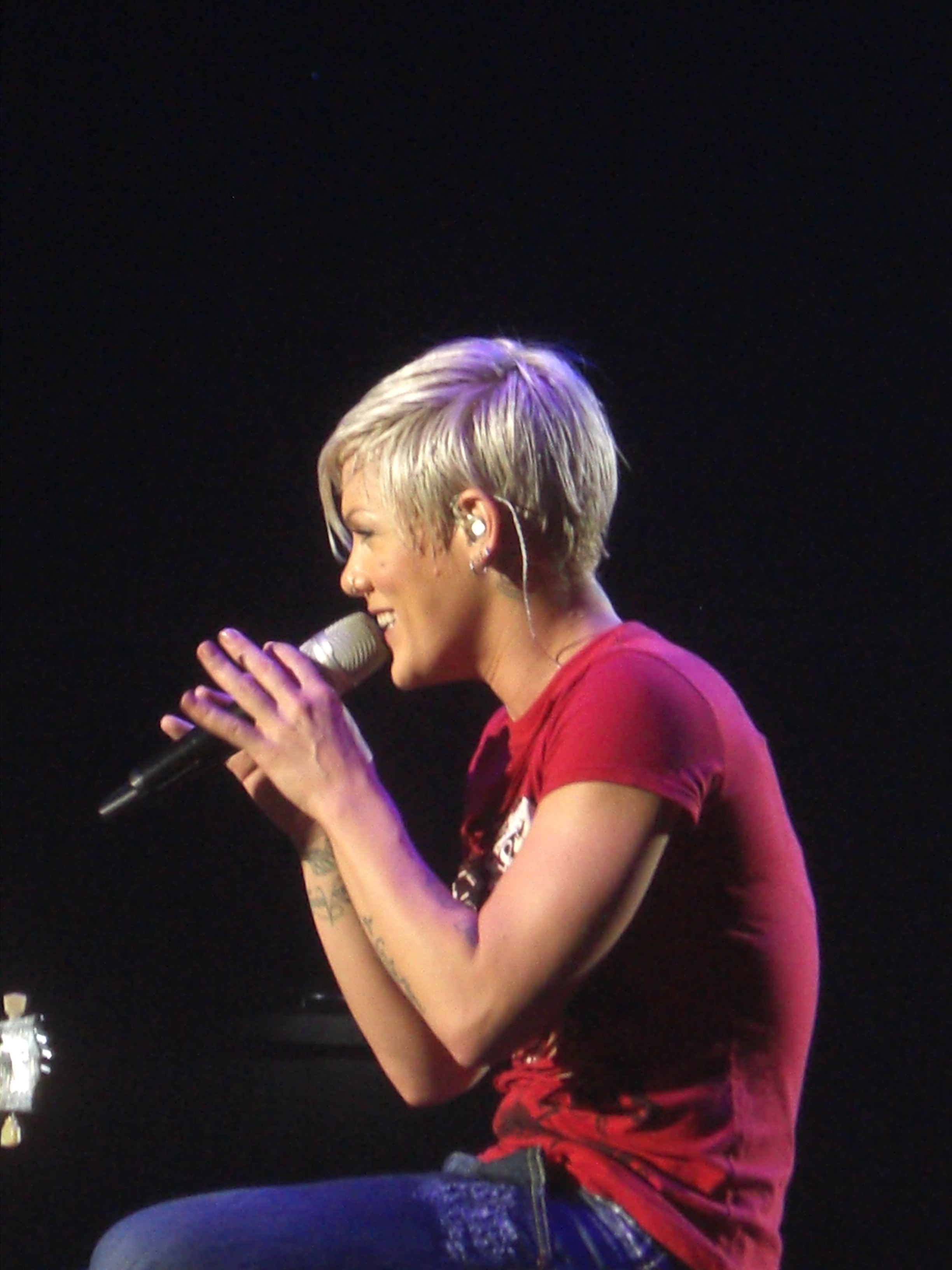
P!nk en concert à Londres en 2008.

En 2010, elle participe à la ré-édition de We Are the World : We Are the World 25 for Haiti. Greatest Hits... So Far!!! est le premier best of de P!nk. Le premier single issu de cette compilation, est Raise Your Glass. Ce best-of contient entre 19 et 21 titres (en fonction de l'édition) de la chanteuse, dont quatre morceaux inédits, à savoir Raise Your Glass, Heartbreak Down, Fuckin' Perfect (aussi orthographié F**kin'Perfect) et Wataya Want From Me (qui figure sur le premier album d'Adam Lambert). Cet album est sorti le 15 novembre 2010, en version standard, ainsi qu'en version deluxe avec CD et DVD. Le best of compte 580 000 d'exemplaires vendus[réf. nécessaire]. Le 18 novembre 2010, à 31 ans, la chanteuse révèle qu'elle attend son premier enfant avec son mari, le champion de motocross Carey Hart. Le 2 juin 2011, le couple accueille leur premier enfant, une fille : Willow Sage Hart.

### The Truth About LoveetYou+Me(2012-2017)
Le 5 juillet 2012, Pink annonce via une vidéo la sortie de son sixième album The Truth About Love, pour le 18 septembre 2012 aux États-Unis (le 17 dans les autres pays, dont la France). La chanteuse indique que cet album abordera tous les thèmes de l'amour. Le premier single Blow Me (One Last Kiss) ayant fuité sur Internet, sa maison de disque a dû avancer sa sortie de plusieurs jours. Le jour de sa sortie, le single se trouve déjà en tête du classement iTunes, en Australie. Son second single s'intitule Try ; quant au 3e, Just Give Me a Reason, il se retrouve propulsé à la tête du classement Billboard 100 pendant trois semaines[réf. nécessaire]. L'album comporte 13 pistes et la version Deluxe en aura 4 de plus. La version iTunes possède quant à elle 19 pistes soit 2 chansons inédites en plus. Lily Allen, Eminem et Nate Ruess (chanteur du groupe Fun.) ont chacun participé à une chanson de l'album.
Dès sa première semaine d'exploitation, The Truth About Love est arrivé en tête du Billboard 200, une première pour la chanteuse, et a également pris la tête des ventes d'albums dans le monde. En France, l'album s'est classé en 4e position. En 2014, l'album compte 7 millions d'exemplaires vendus dans le monde. Le 8 septembre 2014, Pink et Dallas Green annoncent leur collaboration pour un album au son folk intitulé Rose ave.. Pour l'occasion, ils prennent le nom de groupe You+Me. Cet opus sortira le 14 octobre 2014. Un premier single intitulé You and Me est sorti le 8 septembre 2014. Un deuxième single, Break the Cycle, est sorti le 22 septembre 2014. Pour cet album, Pink utilise officiellement son nom de naissance, Alecia Beth Moore.
En septembre 2015, Pink écrit et interprète le titre Today's the Day utilisé comme générique de la treizième saison du Ellen DeGeneres Show. Le titre sort en single.
En avril 2016 sort Just Like Fire, le premier single officiel pour le film Alice de l'autre côté du miroir. Le clip est diffusé sur YouTube un mois plus tard. Le mari et la fille de Pink apparaissent également dans la vidéo, basée sur l'univers d'Alice aux Pays des Merveilles, et en particulier du roman De l'autre côté du miroir. Pour ce même film, elle fait une reprise du titre White Rabbit, de Jefferson Airplane. En juin 2016 sort le film Popstar: Never Stop Never Stopping dans lequel elle fait une apparition, au même titre que de nombreux autres artistes.

### Beautiful Trauma(2017-2018)
Le 10 août 2017, le single What About Us est disponible en téléchargement. La lyric video est visible sur la chaîne YouTube officielle PinkVevo. Le même jour, Pink annonce que son septième album, Beautiful Trauma, sortira le 13 octobre 2017.
Le clip officiel de What About Us sort le 16 août 2017 sur la chaîne YouTube officielle. Le deuxième single, Beautiful Trauma, sort le 28 septembre 2017. Le troisième single, Whatever You Want, sort le 5 octobre 2017. Le même jour, la première partie de la tournée nommée Beautiful Trauma World Tour est annoncée. Elle commence par l'Amérique du Nord, de mars à juin 2018, puis l'Australie et la Nouvelle-Zélande de juillet à septembre 2018.
Le 29 janvier 2018, un clip est mis en ligne sur YouTube. Il s'agit de Wild Hearts Can't Be Broken. La vidéo sert de support à un appel au don pour l'UNICEF. Le 2 février 2018, Pink donne un concert dans le cadre du Super Bowl LII, à l'Armory de Minneapolis. Le 4 février, elle chante l'hymne national juste avant le coup d'envoi de la finale de football américain, qui voyait s'affronter les Eagles de Philadelphie, et les Patriots de la Nouvelle-Angleterre,,. Le 1er mars 2018, le clip officiel du troisième single, Whatever You Want, est mis en ligne sur l'Apple Store et YouTube.
Le même jour, la tournée Beautiful Trauma World Tour débute à Phoenix, en Arizona.
Le 24 juillet 2018, le clip officiel du quatrième single, Secrets, est mis en ligne sur YouTube. La vidéo a été tournée à Perth, en Australie, après l'un des concerts de la tournée.

### Hurts to Be Human(2019)
Le 5 février 2019, Pink dévoile son étoile sur le Walk of Fame de Hollywood Boulevard, à Los Angeles (Californie),. Ses amies Kerry Kenney-Silver et Ellen DeGeneres ont fait le déplacement, ainsi que toute sa famille (à l'exception de son frère Jason, en déploiement pour l'armée américaine).

Le même jour, lors de l'émission d'Ellen DeGeneres, Pink annonce qu'elle a enregistré un nouvel album, Hurts 2B Human. Il sortira le 26 avril 2019.

Le premier single s'intitule Walk Me Home et est sorti en février 2019, suivi le 22 mars par le clip vidéo. Le deuxième single, Hustle, est sorti le 28 mars 2019.
Suivront deux autres singles, Can We Pretend et Hurts 2B Human, sortis respectivement le 28 juin 2019 et le 18 septembre 2019.

### All I Know So Far(2020-2021)
En septembre 2020, Pink sort un duo avec Keith Urban, intitulé One Too Many, qui sera sur l'album du chanteur américain The Speed of Now Part 1 (en).
En 2021, deux nouveaux titres en duo sortent. Le premier avec sa fille Willow Sage (Cover Me In Sunshine), le second avec Rag'n'Bone Man (Anywhere Away From Here). Ce deuxième apparaît sur l'album de l'artiste britannique Life By Misadventure.

Pink dira en interview qu'elle a écrit la chanson avec sa fille pour donner de la joie en cette période compliquée qu'était la pandémie de Covid-19.
En mai 2021, un nouveau single sort, All I Know So Far, ainsi qu'un album compilation de titres live All I Know So Far: Setlist.

### TRUSTFALL(2022-2024)
En juin 2022, à la suite de l'abrogation du droit à l'avortement aux États-Unis, qui a suscité une vive réaction au sein du peuple américain, P!nk a eu des échanges houleux avec certains fans sur les réseaux sociaux. En réponse à ceux qui lui disaient de ne pas donner son avis et de se contenter de chanter, elle a écrit et enregistré un titre début juillet, Irrelevant, dans lequel elle exprime son droit d'expression et le fond de sa pensée vis-à-vis de ces haters. En octobre 2022, elle officialise son retour avec l’annonce de la sortie d’un nouveau single, Never Gonna Not Dance Again, et deux concerts prévus à Paris La Défense Arena à l’été 2023. Une tournée est ensuite annoncée (Summer Carnival), passant par l'Europe, l'Amérique du Nord et l'Océanie.
Le 14 février 2023, l'artiste publie une nouvelle vidéo sur sa chaîne YouTube, celle du troisième single When I Get There. Le 18 février 2023, soit le lendemain de la sortie de l'album TRUSTFALL, une nouvelle partie de la tournée est annoncée pour l'Amérique du Nord. Contrairement aux dates déjà annoncées, cette partie ne se fera pas en été ni en stades, ce qui a nécessité un renommage pour des raisons de cohérence. Cette partie s'intitule donc le TRUSTFALL Tour, mais fait bien partie intégrante de la tournée 2023-2024.
En 2023, elle apparaît sur la reprise de (I Can't Get No) Satisfaction, extrait de l'opus Rockstar de la chanteuse country Dolly Parton.

### Vie privée
Pink se fait remarquer en embrassant l'actrice Kristanna Loken aux World Music Awards 2003 à Monte-Carlo, et a déclaré avoir eu une petite amie à l'âge de treize ans, qui l'aurait quittée pour son frère. Cependant, elle ne s'identifie ni comme lesbienne ni comme bisexuelle.
Le 7 janvier 2006, elle épouse le champion de moto-cross Carey Hart, sur une plage au Costa Rica, après lui avoir fait sa demande en brandissant une pancarte pendant une des courses de Carey. En février 2008, le couple se sépare officiellement. La chanson So What de son album Funhouse aborde le thème de sa rupture avec son mari. D'ailleurs dans le clip, leurs noms sont gravés sur un arbre qu'elle coupe à la tronçonneuse. Après leur rupture, Pink et Carey sont restés très proches, ce dernier jouant d'ailleurs son propre rôle dans le clip de So What. Le couple, jamais officiellement divorcé, a renoué et a décidé de renouveler ses vœux de mariage fin 2008. Elle annonce le 17 novembre 2010 au Ellen DeGeneres Show qu'elle et Carey attendent leur premier enfant. Elle indique avoir attendu trois mois avant de faire une annonce officielle car elle a fait une fausse couche dans le passé. Pink accouche le 2 juin 2011 d'une fille, Willow Sage Hart. Elle fait participer sa fille au clip de True Love et de Just Like Fire, et la fait chanter à ses côtés dans un remix de la chanson Cover Me In Sunshine en 2021.
Le 12 novembre 2016, elle annonce être enceinte de leur second enfant via un cliché posté sur les réseaux sociaux,. Pink accouche le 26 décembre 2016 d'un garçon, Jameson Moon Hart.
En mars 2020, la chanteuse et son fils de trois ans contractent la Covid-19. Fortement secouée par cette maladie à laquelle elle croit ne pas survivre, Pink donne un million de dollars aux services d'urgences américains.

## Engagements
En 2006, Pink s'engage auprès du mouvement anti-guerre fondé par Neil Young, Living With War Today, en opposition à la guerre en Irak et aux côtés d'artistes aussi prestigieux que James Blunt, Esther Galil, System Of A Down[réf. nécessaire]
Pink milite auprès du People for the Ethical Treatment of Animals (PETA),. Elle a d'ailleurs prêté sa voix à un alligator pour un clip vidéo pour une campagne de l'association.
Au début de l'année 2009, elle offre 250 000 $ soit environ 200 000 euros à la Croix-Rouge australienne, en soutien au plan de secours aux sinistrés d'une série d'importants incendies volontaires.
Fin 2015, Pink devient ambassadrice de l'Unicef,.
En 2022, à la suite de l'abrogation de l'amendement Roe vs Wade protégeant le droit à l'avortement aux USA, elle publie la chanson Irrelevant, dont le clip reprend plusieurs extraits de médias couvrant des manifestations (du mouvement Black Lives Matter et des mouvements de protection des droits des femmes) et plus globalement l'actualité politique américaine.

## Discographie
- 2000 : Can't Take Me Home
- 2001 : M!ssundaztood
- 2003 : Try This
- 2006 : I'm Not Dead
- 2008 : Funhouse
- 2012 : The Truth About Love
- 2017 : Beautiful Trauma
- 2019 : Hurts 2B Human
- 2023 : TRUSTFALL

## Tournées
- 2002 : Party Tour
- 2004 : Try This Tour
- 2006-2007 : I'm Not Dead Tour
- 2009 : Funhouse Tour
- 2010 : Funhouse Summer Carnival Tour
- 2013-2014 : The Truth About Love Tour
- 2017-2019 : Beautiful Trauma World Tour
- 2023-2024 : Summer Carnival

## Filmographie
Sauf indication contraire, les informations mentionnées dans cette section peuvent être confirmées par la base de données cinématographiques IMDb,  présente dans la section « Liens externes ».
Pink est parfois créditée sous son vrai nom : Alecia Moore.
- 2001 : Ski to the Max (court métrage) : Brena
- 2002 : Rollerball : chanteuse de rock
- 2003 : Charlie's Angels : Les Anges se déchaînent ! : starter du Coal Bowl
- 2007 : Catacombes (en) : Carolyn
- 2009 : Bob l'éponge (série d'animation), épisode Truth or Square : elle-même
- 2010 : American Trip : elle-même
- 2011 : Happy Feet 2 : Gloria (voix)
- 2013 : Sex Therapy : Dede
- 2016 : Popstar : Célèbre à tout prix : elle-même
- 2021 : Pink: All I Know So Far (en) (documentaire) : elle-même